# 4-甲基苯丙胺
4-甲基苯丙胺（英语：4-Methylamphetamine，简称4-MA） ，也叫4-甲基安非他命，是苯乙胺和苯丙胺化学类别的兴奋剂和降食欲剂。
在体外，它作为一种有效且平衡的血清素、去甲肾上腺素和多巴胺释放剂，对血清素、去甲肾上腺素和多巴胺转运蛋白的Ki亲和力值分别为53.4nM、22.2nM和44.1nM。然而，最近涉及对大鼠进行微透析的体内研究显示出不同的趋势。这些研究表明，相对于多巴胺（~5x基线），4-甲基苯丙胺在提高血清素（~18x基线）方面更有效。作者推测这是因为5-HT通过某种机制抑制了多巴胺能释放。例如，有人提出这可能是5HT2C受体的激活，因为已知这会抑制多巴胺能释放。此外还有其他解释，例如5-HT释放然后继续促进GABA释放，这对多巴胺能神经元有抑制作用。
4-甲基苯丙胺在1952年作为一种食欲抑制剂进行了研究，甚至被赋予了商品名Aptrol，但开发显然从未完成。最近，它被报道为一种新型狡诈家药物。
在动物研究中，4-甲基苯丙胺被证明在一系列测试的类似药物（其他药物为3-甲基苯丙胺、4-氟苯丙胺和3-氟苯丙胺）中自我给药率最低，这可能是由于相对于多巴胺，释放血清素的效力最高。
2012年至2013年，整个欧洲报告有十几人因食用受4-甲基苯丙胺污染的苯丙胺而死亡。